# Christian Rudolph Wilhelm Wiedemann
Christian Rudolph Wilhelm Wiedemann (Braunschweig, 7 dicembre 1770 – Kiel, 31 dicembre 1840) è stato un medico, storico, naturalista ed entomologo tedesco, noto principalmente per i suoi studi sui ditteri di ogni parte del mondo, ma attivo, anche se in modo più marginale, nello studio e classificazione di imenotteri e i coleotteri.

## Biografia
Wiedemann nasce a Braunschweig, a quel tempo Capitale del principato di Brunswick-Wolfenbüttel, nel dicembre 1770, crescendo in una famiglia agiata e colta. Il padre, Conrad Eberhard Wiedemann (1722-1804) era un mercante d'arte e sua madre, Dorothea Frederike (nata Raspe) (1741-1804) era la figlia di un contabile del Servizio Reale delle Miniere e anche lei interessata alle arti.
Dopo la sua educazione a Braunschweig,  nel 1790 si iscrisse alla facoltà di medicina dell'Università di Jena, dove fu contemporaneo del poeta Friedrich von Hardenberg.
Mentre frequentava l'università, Wiedemann, fu uno dei tanti allievi di Johann Friedrich Blumenbach, e viaggiò in Sassonia e Boemia. Ottenne il suo dottorato nel 1792 con una tesi intitolata Dissertatio inauguralis sistens vitia gennus humanum debilitantia. Andò poi in Inghilterra per approfondire le sue conoscenze di mineralogia.
Nominato professore di anatomia al Collegium Carolinum di Braunschweig nel 1794, nel suo discorso inaugurale, intitolato Über das fehlende Brustbein (A proposito dello sterno mancante), illustrò un'insolità condizione medica osservata in un ragazzo a Llandeilo, nel Galles.
Nel 1796 sposò Luise Michaelis, figlia di Johann David Michaelis, un orientalista, e avrebbero cresciuto i due figli del fratello di Luise, che morì in un'epidemia di colera. La coppia ebbe nove figli, due dei quali morirono nell'infanzia.
Più tardi fu nominato docente nel suo campo specialistico, l'ostetricia.
Alla fine del XVII secolo, ci fu un movimento, con sede a Braunschweig, per stabilire il tedesco come lingua scientifica. Capace di leggere latino, inglese, francese e italiano, Wiedemann trovò un lavoro remunerativo come traduttore.
Nel 1801 ricevette una borsa di studio a Parigi dal duca di Brunswick. Qui studiò ostetricia e storia naturale e incontrò, tra gli altri zoologi, Georges Cuvier.
Nel 1802, oltre ai suoi altri incarichi medici, fu nominato professore di ostetricia al Collegio di anatomia e chirurgia e fu nominato consigliere privato alla corte del Ducato di Brunswick-Lüneburg.
Nel 1804 contrasse la sifilide che ebbe gravi effetti negli anni successivi.
Nel 1805 divenne professore di medicina a Kiel (allora in Danimarca e parte del Ducato di Holstein) con il titolo di consigliere di giustizia e, più tardi, di consigliere di stato. Erano anni difficili per la Danimarca che si era schierata con la Francia nelle guerre napoleoniche contro l'Inghilterra (e i suoi alleati), la Guerra delle cannoniere, per preservare il suo impero marittimo. Il denaro era un problema e Wiedemann usò le proprie risorse per istituire la clinica ostetrica proposta come uno dei suoi compiti di professore.
Nel 1811 viaggiò verso sud, raggiungendo l'Italia per la cura della sua salute.
Dal 1814 circa Wiedemann dedicò molto del suo tempo all'entomologia tassonomica e nel 1815, durante una visita a Bonn per stare con sua figlia Emma che aveva sposato Carl Theodor Welcker, più tardi un radicale coinvolto nella turbolenta politica del 1840, si recò a Stolberg per incontrare Johann Wilhelm Meigen, ormai noto entomologo grazie al suo importante lavoro sui ditteri. Forse, non essendo in grado di occuparsi adeguatamente dei suoi doveri medici a causa della sua cattiva salute (visitò la città termale di Aquisgrana nel 1817), Wiedemann cambiò lavoro (in farmacologia) ed ebbe diversi incarichi semivolontari. Con più tempo a disposizione e sedentario, preparò e studiò insetti e intraprese viaggi al fine di collezionismo. Inoltre diede lezioni di entomologia e storia naturale.
Il lavoro più autorevole di Wiedemann sugli insetti fu realizzato nel corso degli anni venti del XIX secolo ma oramai, quando partecipò a una riunione scientifica ad Amburgo nel 1830, la sua vita stava per giungere al termine: la sua vista era oramai molto scarsa e subì una serie di ictus in successione.
Il principale interesse di Wiedemann per la storia naturale rimase l'entomologia, ma era anche interessato alla mineralogia e alla concologia. Nel 1827 le sue collezioni comprendevano 5 000 minerali e oltre 3 500 specie di ditteri.
In questi ultimi anni si è a conoscenza delle sue visite ad Amburgo, Copenaghen e Berlino, ma nulla si sa finora di questi viaggi, anche se potrebbero essere stati per approfondire i suoi studi sugli insetti.

## Lascito scientifico
Wiedemann pubblicò le prime monografie sui ditteri "esotici" (non europei).
Fu il creatore della rivista di recensioni Archiv für Zoologie und Zootomie 1800-1806 (cinque volumi) 2 356 pagine, pubblicata a Berlino e Braunschweig, e lo Zoologisches Magazin (volumi 1-2) 1817-1823 749 pagine, pubblicata a Kiel e Altona.
Sebbene abbia lavorato principalmente sui Ditteri, pubblicò anche descrizioni di Coleotteri e (almeno uno) Imenotteri.
Fu il successore di Johan Christian Fabricius come autore di descrizioni di ditteri "esotici", cioè non europei. Meigen lavorò solo sulle specie europee.
Le sue descrizioni mostrano chiari progressi, sia rispetto a Fabricius che a molti dei suoi contemporanei. Una breve diagnosi latina, una descrizione dettagliata più completa in tedesco, il sesso dell'esemplare, dettagli sulla località, un riferimento alla collezione in cui si trovava l'esemplare e, talvolta, il nome del collezionista.
A Braunschweig, allora un importante centro di entomologia, Wiedemann lavorò con Johann Christian Ludwig Hellwig e Johann Karl Wilhelm Illiger stabilendo nuovi standard per le descrizioni (terminologia uniforme per strutture e colori) e per la nomenclatura, specialmente per quanto riguarda l'evitare i sinonimi attraverso una corretta ricerca della letteratura preesistente. Fu critico nei confronti di Fabricius in questo senso, pur onorandolo come un grande entomologo.
In Aussereuropäische Zweiflügelige Insekten descrisse 1 000 nuove specie e ne ridescrisse 500 già classificate (principalmente da Fabricius). Questo lavoro, supplementare a Meigen, seguì Meigen nell'introduzione di molti nuovi generi. Avrebbe potuto andare più lontano di quanto fece con i generi "esotici". Ne introdusse troppo pochi, ma la piena estensione della diversità dei Ditteri tra le varie parti del mondo non era allora evidente. L'opera include descrizioni di ditteri raccolti da Ferdinand Deppe in Messico.
Wiedemann, nei suoi studi sulle specie di Fabricius, fu attento a considerare solo gli esemplari di Fabricius identificati dalle loro etichette di mano di Fabricius. Questo è il nucleo del concetto moderno di tipo nomenclaturale.
Fece i suoi studi nel modo più completo possibile, studiando le collezioni di Wilhelm Von Winthem e Bernt Wilhelm Westermann e studiando le collezioni di Copenaghen, Berlino, Francoforte sul Meno, Kiel, Leida e Vienna. Ha anche studiato quelle di Thomas Say prendendole in prestito dal museo di Filadelfia. Non ha potuto studiare i tipi di Linnean e Fabricius (entrambi a Londra) o visitare Parigi.
Il lavoro pubblicato da Wiedemann sull'entomologia era quasi interamente descrittivo e notevole per la sua accuratezza.

## Collezioni
La collezione di ditteri e imenotteri di Wiedemann fu rilevata da Wilhelm von Winthem che ne presentò una parte al Naturhistorisches Museum di Vienna e il resto al Senckenberg Naturmuseum di Francoforte sul Meno, al Museo Zoologico dell'Università di Copenaghen (Zoologisk Museum, Københavns Universitet).

## Opere
- Georges Cuvier, 1798 Tableau Élémentaire as Cüviers elementarischer Entwurf der Naturgeschichte der Thiere, aus dem Französischen übersetz ind mit Anmmerkungen versehen von C.R.W. Wiedemann. Braunschweig, 1800. The entomological part of this was translated and revised by Johann Karl Wilhelm Illiger.Translation.
- Über Pariser Gebäranstalten und Geburtshelfer, den letzen Schamfugenschnitt und einige andere zu Paris beobachtete Geburtsfälle. Braunschweig 1803. Medical.
- Unterricht für Hebammen. Braunschweig, 1802. Medical – A Manual for Midwives. A Danish edition, Undervissung for Giordemødre was published in 1805. Expanded it was published as Lesebuch für Hebammen, Primer for midwives in 1814.
- Anweisung zur Rettung der Ertrunkenen, Ersticken,  Ehrängten, vom Blitze Erschlagenen, Erfrornen und Vergiftaten; nach den neuesten Beobachtungen entworfen. Braunschweig, 1796 (Second edition 1804). Medical- treatment of accident victims.
- With Karl Gustav Himly and T. G. A. Roose- Über das Impfen der Kuhpocken für besorgte Mütter. Braunschweig, 1800. Medical. Advice on Smallpox vaccination.
- J. Stuve Lehrbuch der Kenntniss des menschlichen Körpers und der Gesundheitslehren. Braunschweig, 1805. Medical. Second revised edition of a standard textbook.
- B. Harwood’s System der vergleichenden Anatomie ud Physiologie. Aus dem Englischen übersetzt und mit Anmerkungen und Zusätzen versehen von C.R.W. Wiedemann.Berlin, 1790.Translation.
- J. Méhée. Über die Schusswunden. Braunschweig, 1801).Translation.
- Antoine-François de Fourcroy System der chemischen Kenntnisse. 1801.Translation.
- Handbuch der Anatomie English Handbook of Anatomy.1796 (second editions 1802 and 1812)
- Übersicht der mineralogischen einfachen fossilien.1800.
- Tabulae animalium invertebratorum. 1810
- Diptera exotica: sectio I. Kiliae: [s.n.], 1820.
- Munus rectoris in Academia Christiana Albertina aditurus Analecta entomologica ex Museo Regio Havniensi... Kilisae: el regio typographeo scholarum, 1824.[2]
- Aussereuropäische Zweiflügelige Insekten. Hamm 1828-1830

| Wiedemann è l'abbreviazione standard utilizzata per le specie animali descritte da Christian Rudolph Wilhelm Wiedemann. Categoria:Taxa classificati da Christian Rudolph Wilhelm Wiedemann |